# 嘉南薬理大学
　嘉南薬理大学（　かなんやくりかだいがく、英語: 　Chia Nan University of Pharmacy & Science、公用語表記: 嘉南藥理大學）は、台湾台南市仁徳区二仁路一段60号に本部を置く中華民国の私立大学。1964年創立、2014年大学設置。大学の略称は嘉南薬大（かなんやくだい）。

## 歴史
| 年     | 月日 | 事跡                           |
| ------ | ---- | ------------------------------ |
| 1966年 | -    | 「嘉南薬学専科学校」として開校 |
| 1996年 | 8月  | 「嘉南薬理学院」と改制         |
| 2000年 | 8月  | 「嘉南薬理科技大学」と改称     |
| 2014年 | 2月  | 「嘉南薬理大学」と改称         |

## 組織
| | |
| - 薬理学部 - 薬学科 - 医療化学科 - 食品科学科 - バイオテクノロジー学科/大学院 - 薬科テクノロジー研究所 - 家政学部 - 化粧品科学研究所 - 応用化粧品管理学科 - 乳幼児教育学科 - 保健営養学科 - 応用生活保健学科 - ホテル観光管理学科 - 保健発展センター - 健康促進センター | - 社会科学管理学部 - 医療データ管理研究所 - 医療事務管理学科 - 情報管理学科 - 応用外国語学科 - 社会事業学科 - 文化事業発展学科 - 教養課程センター - 教員育成センター - 環境学部 - 職業安全衛生学科 - 環境技術科学学科/大学院 - 余暇保健管理学科 - 観光事業管理学科 - スポーツ管理学科 - 研究センター - 台湾温泉研究センター - 生態技術研究開発センター - 文化芸術センター - 台湾レジャー産業研究開発センター |

## 主な出身者
- 黄勝雄 - プロ野球選手（義大ライノズ）